# بطولة كرة القدم الألمانية 1958
بطولة كرة القدم الألمانية 1958 (بالألمانية: Deutsche Fußballmeisterschaft 1957/58)‏ هو الموسم 48 من بطولة كرة القدم الألمانية ‏. أقيم خلال الفترة 19 أبريل 1958 وحتى 18 مايو 1958، وأشرف على تنظيمه اتحاد ألمانيا لكرة القدم، وكان عدد الأندية المشاركة فيه 9، وفاز فيه شالكه 04.